# TNA 브리티시 부트 캠프
브리티시 부트 캠프(British Boot Camp)는 임팩트 레슬링의 신인 레슬러 발굴 프로그램이다. WWE의 터프이너프와 비슷한 포맷의 프로그램이다.

## 브리티시 부트 캠프 시즌 1 (2012년)

### 수련생
- 마티 스크럴
- 락스타 스퍼드
- 한나 블러즘
- 할리 블러즘

## 같이 보기
- 디바 서치
- WWE 터프이너프